# Ibanez
Ibanez és una popular marca japonesa de guitarres elèctriques, acústiques i baixos, propietat de Hoshino Gakki Amb seu a Nagoya, Japó.
Ibanez va ser una de les primeres companyies japonesa d'instruments musicals per en fer-se un lloc importat en les vendes de guitarres als Estats Units i Europa, així com la primera marca de guitarres a produir en massa guitarres de set i vuit cordes.

## Història
La companyia de Gakki va ser fundada l'any 1908 com una divisió de vendes d'instruments musicals de la Hoshino Shoten una companyia llibretera.
El nom de la marca Ibanez es remunta a l'any 1929 quan Hoshino Gakki va començar a importar guitarres del lutier valencià Salvador Ibáñez. Les excel·lents guitarres que Ibañez construïa eren distribuïdes al Japó per la companyia de Hoshino Gakki. En ser destruïda la fàbrica durant la Guerra Civil Espanyola el mercat va quedar desbastit malgrat existir una gran demanda, per la qual cosa aquest es va apropiar del nom i va començar a fabricar-les pel seu compte.
En els 60, va comprar els drets del nom Ibanez i va començar a vendre-les també en Estats Units. La majoria d'aquestes primeres guitarres eren versions copiades d'altres marques més famoses; quan aquestes van augmentar de preu i van baixar la qualitat, com la majoria dels instruments en aquests anys, les Ibanez van començar a copar el mercat del país americà.
Finalment, a mitjan anys 80, quan l'interès per les guitarres elèctriques emprades en el rock va augmentar, Ibanez va aconseguir obrir una escletxa pel que fa a molts dels seus competidors, amb noves guitarres més especialitzades, oferint noves millores tècniques a diferència de les seves estancades competidores. La companyia va arribar a acords amb moltes estrelles del rock d'aquest temps com Steve Vai, Joe Satriani, Paul Gilbert, John Petrucci o Sting, i això va propiciar una altra gran pujada en les vendes.
Abandonant l'estratègia dels dissenys “clàssics” de copiat de la guitarra elèctrica, els nous models van començar a incorporar elements més moderns en el seu disseny, tal com formes radicals del cos, colls més prims i diapasons més plans (que permeten tocar més ràpidament), electrònica d'alta potència i acabats colorits. Això va conduir a un renom d'augment amb els músics del metall pesant. La companyia també va començar un programa extens perquè nous estels de música tals com Paul Gilbert, Steve Vai, Joe Satriani, Pablo García (WarCry), Noodles (The Offspring), Sam Totman, Herman Li (tots dos de Dragon Force), Munky (Korn), Daron Malakian (System of a Down), Mick Thompson (Slipknot), etc. usin els seus instruments creant els models de la signatura fets a les especificacions d'aquests.
Avui dia, Ibanez és considerada com una de les millors i més versàtils companyies de guitarres, amb instruments que van des de guitarres acústiques típicament nord-americanes, fins a baixos elèctrics passant pel que millor sap fer, unes impressionants guitarres elèctriques, com per exemple la rg09ltd Pegasus. Utilitzant en la gran majoria de les seves guitarres les mítiques pastilles Dimarzo (single coil o Humbucker), i els seus nous ponts EDGE i ZR (zero resistance), que els confereixen la possibilitat de realitzar vibratos aguts. Molts dels seus models posseeixen microafinació i fixadors per a les cordes que li confereixen una nitidesa i precisió increïbles. A més també s'encarrega de vendre amplificadors i altres accessoris per a les guitarres i baixos elèctrics.